# Olympische Sommerspiele 2012/Teilnehmer (Oman)
| Gelbes Symbol für Goldmedaillen mit stilisierten Olympischen Ringen | Graues Symbol für Silbermedaillen mit stilisierten Olympischen Ringen | Braundes Symbol für Bronzemedaillen mit stilisierten Olympischen Ringen |
| ------------------------------------------------------------------- | --------------------------------------------------------------------- | ----------------------------------------------------------------------- |
| —                                                                   | —                                                                     | —                                                                       |

Oman nahm in London an den Olympischen Spielen 2012 teil. Es war die insgesamt neunte Teilnahme an Olympischen Sommerspielen. Das Nationale Olympische Komitee des Oman nominierte vier Athleten in zwei Sportarten.
Fahnenträger bei der Eröffnungsfeier war der Sportschütze Ahmed al-Hatmi.

## Teilnehmer nach Sportarten

### Leichtathletik
Laufen und Gehen
| Athleten                | Wettbewerb | Vorlauf          | Vorlauf          | Halbfinale       | Halbfinale       | Finale           | Finale           | Rang |
| Athleten                | Wettbewerb | Zeit             | Rang             | Zeit             | Rang             | Zeit             | Rang             | Rang |
| ----------------------- | ---------- | ---------------- | ---------------- | ---------------- | ---------------- | ---------------- | ---------------- | ---- |
| Frauen                  |            |                  |                  |                  |                  |                  |                  |      |
| Shinoona Salah al-Habsi | 100 m      | 12,45 s          | 4                | ausgeschieden    | ausgeschieden    | ausgeschieden    | ausgeschieden    | 13   |
| Männer                  |            |                  |                  |                  |                  |                  |                  |      |
| Barakat al-Harthi       | 100 m      | 10,41 s          | 7                | ausgeschieden    | ausgeschieden    | ausgeschieden    | ausgeschieden    | 42   |
| Ahmed al-Merjabi        | 400 m      | nicht angetreten | nicht angetreten | nicht angetreten | nicht angetreten | nicht angetreten | nicht angetreten | –    |

### Schießen
| Athleten       | Wettbewerb | Qualifikation | Qualifikation | Finale        | Finale        | Ringe | Rang |
| Athleten       | Wettbewerb | Ringe         | Rang          | Ringe         | Rang          | Ringe | Rang |
| -------------- | ---------- | ------------- | ------------- | ------------- | ------------- | ----- | ---- |
| Männer         |            |               |               |               |               |       |      |
| Ahmed al-Hatmi | Doppeltrap | 129           | 19            | ausgeschieden | ausgeschieden | 129   | 19   |